# 小行星8995
小行星8995（英語：Rachelstevenson）是一颗围绕太阳公转的小行星。1981年3月1日，舒爾特·巴斯在赛丁泉天文台发现了此天体。
这颗小行星的绝对星等为308.16649等。